# Dacnusa brevistigma
Dacnusa brevistigma är en stekelart som först beskrevs av Vladimir Ivanovich Tobias 1962.  Dacnusa brevistigma ingår i släktet Dacnusa och familjen bracksteklar. Inga underarter finns listade i Catalogue of Life.